# التجارب في إحياء الكائنات
التجارب في إحياء الكائنات (О́пыты по оживле́нию органи́зма) هو فيلم وثائقي عام 1940 من إخراج دافيد ياشين يدعي توثيق الأبحاث السوفيتية حول إنعاش الكائنات المتوفاة سريريًا. تبدأ النسخة الإنجليزية من الفيلم بمقدمة يقدمها العالم البريطاني جون هولدين.
تم تنفيذ العمليات في الفيلم، فضلاً عن تصميم آلة القلب والرئة المعروضة فيه، الـ autojektor، على يد سيرجي بروخونينكو، الذي يُقال إن عمله أدى إلى أولى العمليات على صمامات القلب. وبينما يُعتبر أن التجارب المعروضة قد تمت فعلاً، فإن شرعية الفيلم نفسه تثير جدلاً.

## الملخص
يعرض الفيلم ويناقش سلسلة من التجارب الطبية. تبدأ النسخة الإنجليزية من الفيلم بظهور العالم البريطاني جون هولدين وهو يناقش كيف شاهد شخصيًا الإجراءات المنفذة في الفيلم خلال مؤتمر فيزيولوجي روسي شامل. تفتقر النسخة الروسية إلى هذا الشرح.
تبدأ التجارب بقلب كلب، متصل بمجموعة من الأنابيب لتعمل كبدائل لـ الأوعية الدموية الكبرى. باستخدام نظام لتزويده بالدم، ينبض القلب كما لو كان داخل كائن حي. ثم يُظهر الفيلم رئة موضوعة على صينية، تُشغل بواسطة منفاخات تُأكسج الدم المرسل إلى القلب.
بعد مشهد الرئة، يُعرض على الجمهور جهاز الـ autojektor، وهو آلة القلب والرئة، يتكون من زوج من مضخات الحجاب الحاجز الخطية، وريدية وشريانية، تتبادل الأكسجين مع خزان ماء. يُرى الجهاز وهو يمد رأس كلب بالدم المؤكسج، ويُعرض الرأس على محفزات خارجية فيستجيب لها. وأخيرًا، يُوصل كلب إلى الموت السريري (يُصوّر ذلك أساسًا من خلال مخطط متحرك لنشاط الرئة والقلب) عن طريق تصريف الدم من جسده، مما يؤدي إلى توقف القلب.
يُترك الكلب لمدة عشر دقائق ثم يُوصل بجهاز الـ autojektor، الذي يعيد تدريجيًا الدم إلى الدورة الدموية للحيوان. وبعد عدة دقائق من استعادة تدفق الدم، يخضع القلب للاهتزاز (fibrillation) ثم يستأنف إيقاعه الطبيعي. تستأنف عملية التنفس بعد ذلك بفترة قصيرة ويتم فصل الجهاز. وعلى مدى الأيام العشرة التالية، يتعافى الكلب من العملية ويستمر في عيش حياة صحية. وفقًا للفيلم، تم إعادة إحياء عدة كلاب باستخدام هذه الطريقة، بما في ذلك كلب واحد هو نسل لوالدين تم إنعاشهما أيضًا باستخدام الجهاز.

## الخلفية والإنتاج

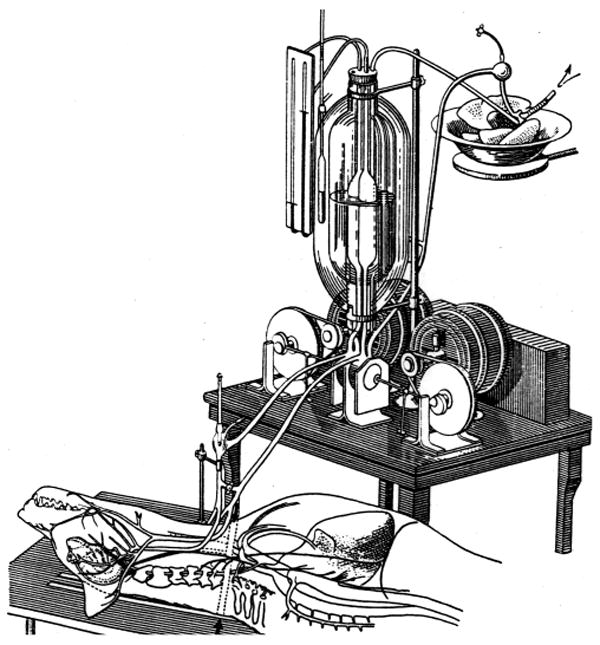
رسم براءة اختراع يُظهر إعداد الإجراء

في عام 1925، قام سيرجي بروخونينكو بعرض جهاز الـ autojektor في المؤتمر الثاني لأطباء الأمراض الروسية في موسكو، حيث أبقى الجهاز رأس كلب حيًا لمدة ساعة و40 دقيقة، بينما عرض عليه ردود فعل مختلفة. في العام التالي، قدم أبحاثًا إضافية في المؤتمر الثاني للفسيولوجيين السوفييت في لينينغراد.
تم تصوير الفيلم في معهد الفسيولوجيا التجريبية والعلاج في موسكو، وأخرجه دافيد ياشين. تُنسب العمليات في الفيلم إلى بروخونينكو وبوريس ليفينسكوفسكي.
</ref> تم إنتاج الفيلم في البداية للجمهور الروسي باستخدام سيناريو كتبه بروخونينكو. كان واحدًا من ثلاثة أفلام وثائقية سوفييتية طُلب من هالدين تقديم تعليق لها في يوليو 1942؛ وكان العنوان الإنجليزي المقترح أصلاً هو Experiments in Bringing the Dead to Life (تجارب في إعادة الموتى للحياة). ومن غير الواضح ما حدث للفيلمين الآخرين.

## الإرث
عُرض الفيلم في لندن نحو نهاية عام 1942، ثم على جمهور مكون من ألف عالم أمريكي في العام التالي في نيويورك, خلال مؤتمر الصداقة الأمريكية–السوفييت. وقد اعتبر الجمهور أن الفيلم "قد ينقل العديد من المستحيلات البيولوجية المفترضة إلى نطاق الممكن".
كتب جورج برنارد شو عن تجربة قطع الرأس التي قام بها بروخونينكو: "أنا حتى أميل إلى أن يُقطع رأسي حتى أستطيع مواصلة إملاء المسرحيات والكتب دون أن أتعرض لإزعاج المرض، دون الحاجة إلى ارتداء الملابس وخلعها، دون الحاجة إلى الأكل، دون وجود أي شيء آخر لأفعله سوى إنتاج روائع من الفن الدرامي والأدب." وصَفَت مجلة Canadian Medical Association Journal (نشرة الجمعية الكندية الطبية)، في عام 1959 ضمن قائمتها للأفلام الطبية، الفيلم بأنه "[مُصور بشكل جيد ومرتب]" وأوضحت أنه "[يحافظ على] الاهتمام طوال الوقت"، مع الإشارة إلى أنه "[غير مناسب للجمهور العام]". أشادت المؤرخة السينمائية أليسا نصرتدينوفا، في مقال لها لـ Gosfilmofond (أرشيف السنيما الروسي)، بالفيلم، قائلة إن "المشاهد الصادمة" قد تم تصويرها بعناية.
تُثير شرعية الفيلم جدلًا، إذ يقترح بعض المعلقين أنه إعادة تمثيل للتجارب الفعلية، التي كانت أكثر تواضعًا. وفقًا لبعض العلماء الذين ادعوا أنهم شاهدوا التجارب في الفيلم، فإن رأس الكلب المقطوع نجا لبضع دقائق فقط عند توصيله بالقلب الاصطناعي، خلافًا للساعات التي يدعيها الفيلم. مصدر آخر للتشكيك هو الكلاب التي جُففت من دمائها ثم أعيد إحياؤها، إذ إنه بعد 10 دقائق من الموت كان ينبغي أن تتعرض لأضرار جسيمة في المخ؛ ووفقًا لسجلات المعهد، نجا الكلاب لبضعة أيام فقط، وليس لعدة سنوات كما زعم الفيلم.
قام بروخونينكو بتطوير نسخة جديدة من آلة القلب والرئة التي عُرضت في الفيلم، الـ autojektor، للاستخدام على المرضى البشريين في نفس العام؛ ويمكن مشاهدتها اليوم معروضة في متحف جراحة القلب والأوعية الدموية في Bakulev Scientific Center of Cardiovascular Surgery (مركز باكوليف العلمي لجراحة الأوعية الدموية) في روسيا. تم تصميم وبناء الـ autojektor بواسطة بروخونينكو، الذي يُقال إن عمله في الفيلم أدى إلى أول العمليات على صمامات القلب. إنه مشابه لآلات extracorporeal membrane oxygenation (الأكسجة الغشائية خارج الجسم) الحديثة، بالإضافة إلى الأنظمة المستخدمة عادةً في الغسيل الكلوي في طب الكلى الحديثة. وقد مُنح بروخونينكو جائزة لينين المرموقة بعد وفاته.

## في الثقافة الشعبية
- ناقشت الشاعرة البولندية فيسوافا شيمبورسكا مشاهدة الفيلم في قصيدتها "Experiment".[15]
- يُستند جزئيًا فيديو فرقة ميتاليكا لأغنيتهم "All Nightmare Long" إلى الفيلم، حيث يُظهر علماء سوفييت يقومون بإحياء قطة ميتة.[16]
- وفقًا لـ Neil Cicierega في التعليق الصوتي لألبوم Lemon Demon لعام 2016 Spirit Phone، كان العنوان الأصلي للمسار الأول في الألبوم ("Lifetime Achievement Award") هو "Experiments in the Revival"، في إشارة إلى هذا الفيلم.[17]